# Ludvig I av Baden
Ludvig I av Baden, född 9 februari 1763 i Karlsruhe, död 30 mars 1830 i Karlsruhe, var storhertig av Baden 1818–1830 och tillhörde furstehuset Zähringen.

## Biografi
Ludvig I var tredje son till storhertig Karl Fredrik av Baden och Luise Caroline av Hessen-Darmstadt. Ludvig var farbror till drottning Fredrika av Sverige och erhöll Serafimerorden vid Gustav IV Adolfs besök i Baden 1803.
Som storhertig grundade han polytekniska högskolan i Karlsruhe 1825, dagens Universität Karlsruhe (TH), som idag är den äldsta tekniska högskolan i Tyskland.
Han gifte sig morganatiskt med Katarina Karolina Werner, grevinna von Langenstein och Gondelsheim. I äktenskapet föddes 1826 dottern Luise Katarine, som 1848 gifte sig med överstekammarjunkaren, badiske kammarherren Carl Douglas från Sverige.
Under Ludvigs regeringstid upphittades i Nürnberg pojken Kaspar Hauser, ett "naturbarn" som inte kunde tala. Rykten uppstod att han skulle vara undangömd son till Karl av Baden och med andra ord legitim arvinge till tronen. Kaspar Hauser dog efter ett mordförsök 1833.
Ludvig efterträddes som storhertig av sin halvbror Leopold av Baden som från 1819 var gift med prinsessan Sofia av Sverige.